# Eparchia della Sirmia
L'eparchia della Sirmia (in serbo eпархија cремска?, eparhija sremska) è una diocesi della Chiesa ortodossa serba compresa per la maggior parte nella provincia della Voivodina e che include un’altra porzione della Sirmia nel distretto di Belgrado, nonché tre parrocchie in Croazia. Ha sede a Sremski Karlovci ed è retta dal 1986 da Vasilije Vadić.

## Storia
Nella Tarda Antichità (IV-VI secolo d.C.) esistette la Diocesi di Sirmio, che cadde dopo la conquista degli Avari (582). L’eparchia rinacque dopo l’arrivo degli Slavi e dal 1018 appartenne all’Arcivescovado di Ocrida, in seguito al metropolita di Belgrado, che assunse il titolo di metropolita di Belgrado e della Sirmia. Nel 1708 l’eparchia fu trasformata in arcivescovado e fece parte della Metropolia di Karlovci (sede patriarcale dal 1848) fino al 1920, quando fu riunita a Belgrado per creare l’Arcivescovado di Belgrado e Karlovci, uno dei titoli dei Patriarchi della Chiesa ortodossa serba. L’Eparchia di Sirmia se ne distaccò nuovamente nel 1947.